# Thaumalea zhejiangana
Thaumalea zhejiangana är en tvåvingeart som beskrevs av Yang 1998. Thaumalea zhejiangana ingår i släktet Thaumalea och familjen mätarmyggor.
Artens utbredningsområde är Zhejiang (Kina). Inga underarter finns listade i Catalogue of Life.